# 중앙대학 (조선민주주의인민공화국)
중앙대학은 조선민주주의인민공화국의 대학들 중 내각 교육성이 직할하는 대학을 의미한다. 중앙급대학이라고 칭하기도 한다. 시ㆍ도인민위원회 산하 교육위원회가 관할하는 대학인 지방대학과 대조된다. 중앙대학은 대체로 도의 특성을 고려하여 설립되며, 도의 중심도시에 소재한다.
중앙대학은 '대학추천을 위한 예비시험'에서 높은점수대에 추천배정되어있다. 중앙대학은 지방대학과 달리 전국단위의 학생모집을 한다. 명목적으로는 지역인원 할당이 없지만, 실질적인 전형에서는 지역인원 할당이 적용된다. 이러한 할당은 보통 불평등하다. 예를 들어, 전국 단위의 학생모집을 하는 김책공업종합대학의 경우 평양과 그 인근 지역에 전체 정원의 50%이상을 선발하게 되어있고, 각 시ㆍ도에서 20~35명씩 선발하도록 되어 있는 것이다.
중앙대학에는 종합대학과 일반대학, 특수대학, 군사대학 등이 있다.

## 평양직할시의 중앙대학
수도 평양의 대학은 모두 내각 교육성의 직할을 받는다.
- 종합대학

김일성종합대학: 사회과학계열과 자연과학계열이 혼재하는 조선민주주의인민공화국 주체교육 최고의 전당이다. 줄여서 '김대(金大)' 혹은 '종합대학'이라 불린다.
김책공업종합대학: 공학ㆍ기술분야에서 최고의 권위를 가지며 김대와 쌍벽을 이루는 조선민주주의인민공화국 최고의 종합대학이다.
- 일반대학: 평양외국어대학, 김형직사범대학, 평양의학대학, 한덕수평양경공업대학, 평양기계대학, 평양건설건재대학, 평양철도대학, 김철주사범대학, 조선체육대학, 평양연극영화대학, 평양음악무용대학, 평양미술대학, 평양교원대학, 인쇄공업단과대학, 경공업단과대학, 평양건설단과대학, 평양의료기계과대학, 평양전자계산기대학, 평양철도대학, 장철구평양상업대학
- 특수대학: 인민경제대학, 국제관계대학
- 정치특수대학: 김일성고급당학교, 금성정치대학, 강반석정치대학
- 군사대학: 미림육군대학, 마람경비대 군관학교, 안전부대학

## 개성특별시의 중앙대학
- 종합대학

고려성균관: 경공업 분야의 종합대학이다. 1991년 설립되었다.

## 강원도의 중앙대학
관광도시로 일본과 무역, 인적거래가 활발한 지역이다. 이러한 지역적 특성이 고려되어 다음과 같은 중앙대학이 있다.
- 일반대학: 원산수산대학, 원산농업대학, 정준택경제대학, 원산차량대학

## 평안남도의 중앙대학
평안남도는 평양시를 에워싸고 있는 주요 공업, 농업지대이다.
- 일반대학: 리과대학

## 평안북도의 중앙대학
평안북도에는 군수산업지와 경공업이 발달되어 있으므로 대학도 그에 상응하는 부류가 주로 있다.
- 일반대학: 신의주경공업대학, 녕변물리대학(핵무기관련대학)

## 자강도의 중앙대학
- 일반대학: 강계의학대학, 희천공업대학

## 량강도의 중앙대학
- 일반대학: 혜산농림대학

## 함경남도의 중앙대학
- 일반대학: 함흥수리동력대학, 화학공업대학, 리과대학 분교
- 군사대학: 김정숙해군대학

## 함경북도의 중앙대학
- 일반대학: 청진광산금속대학, 나진해운대학
- 특수대학: 청진공산대학
- 군사대학: 김책공군대학, 나남미사일대학, 경성비행군관학교